# Nicolas Giacopetti
Nicolas Giacopetti (5 giugno 2006) è un calciatore sammarinese, attaccante del Pietracuta e della nazionale sammarinese.

## Carriera

### Club
Giacopetti ha iniziato a giocare a calcio nella San Marino Academy, ed ha debuttato in prima squadra il 13 gennaio 2024 nell'incontro del Campionato Sammarinese perso 4-0 contro la Folgore. Il 10 febbraio seguente ha segnato il suo primo gol contro la Libertas.

### Nazionale
Ha giocato nelle nazionali giovanili sammarinesi Under-16, Under-17 ed Under-21.
Debutta con la nazionale maggiore sammarinese il 5 settembre 2024, subentrando nella partita valida per la prima giornata della Lega D di Nations League vinta per 1-0 con il Liechtenstein.

## Statistiche

### Presenze e reti nei club
Statistiche aggiornate al 26 aprile 2025.
| Stagione        | Squadra                | Campionato      | Campionato | Campionato | Coppe nazionali | Coppe nazionali | Coppe nazionali | Coppe continentali | Coppe continentali | Coppe continentali | Altre coppe | Altre coppe | Altre coppe | Totale | Totale | Totale |
| Stagione        | Squadra                | Comp            | Pres       | Reti       | Comp            | Pres            | Reti            | Comp               | Pres               | Reti               | Comp        | Pres        | Reti        | Pres   | Reti   |        |
| --------------- | ---------------------- | --------------- | ---------- | ---------- | --------------- | --------------- | --------------- | ------------------ | ------------------ | ------------------ | ----------- | ----------- | ----------- | ------ | ------ | ------ |
| 2023-2024       | San Marino Academy U22 | CS              | 14         | 5          | -               | -               | -               | -                  | -                  | -                  | -           | -           | -           | 14     | 5      |        |
| 2024-2025       | San Marino Academy U22 | CS              | 26         | 8          | -               | -               | -               | -                  | -                  | -                  | -           | -           | -           | 26     | 8      |        |
| 2025-2026       | Pietracuta             | Ecc.            | 0          | 0          | CI-Dil          | 0               | 0               | -                  | -                  | -                  | -           | -           | -           | 0      | 0      |        |
| Totale carriera | Totale carriera        | Totale carriera | 40         | 13         |                 | -               | -               |                    | -                  | -                  |             | -           | -           | 40     | 13     |        |

### Cronologia presenze e reti in nazionale
| Cronologia completa delle presenze e delle reti in nazionale ― San Marino | Cronologia completa delle presenze e delle reti in nazionale ― San Marino | Cronologia completa delle presenze e delle reti in nazionale ― San Marino | Cronologia completa delle presenze e delle reti in nazionale ― San Marino | Cronologia completa delle presenze e delle reti in nazionale ― San Marino | Cronologia completa delle presenze e delle reti in nazionale ― San Marino | Cronologia completa delle presenze e delle reti in nazionale ― San Marino | Cronologia completa delle presenze e delle reti in nazionale ― San Marino |
| Data                                                                      | Città                                                                     | In casa                                                                   | Risultato                                                                 | Ospiti                                                                    | Competizione                                                              | Reti                                                                      | Note                                                                      |
| ------------------------------------------------------------------------- | ------------------------------------------------------------------------- | ------------------------------------------------------------------------- | ------------------------------------------------------------------------- | ------------------------------------------------------------------------- | ------------------------------------------------------------------------- | ------------------------------------------------------------------------- | ------------------------------------------------------------------------- |
| 5-9-2024                                                                  | Serravalle                                                                | San Marino                                                                | 1 – 0                                                                     | Liechtenstein                                                             | UEFA Nations League 2024-2025                                             | -                                                                         | 71’                                                                       |
| 10-9-2024                                                                 | Chișinău                                                                  | Moldavia                                                                  | 1 – 0                                                                     | San Marino                                                                | Amichevole                                                                | -                                                                         | 61’                                                                       |
| 13-10-2024                                                                | Andorra la Vella                                                          | Andorra                                                                   | 2 – 0                                                                     | San Marino                                                                | Amichevole                                                                | -                                                                         |                                                                           |
| 15-11-2024                                                                | Serravalle                                                                | San Marino                                                                | 1 – 1                                                                     | Gibilterra                                                                | UEFA Nations League 2024-2025 - 1º turno                                  | -                                                                         | 72’                                                                       |
| 18-11-2024                                                                | Vaduz                                                                     | Liechtenstein                                                             | 1 – 3                                                                     | San Marino                                                                | UEFA Nations League 2024-2025 - 1º turno                                  | -                                                                         | 85’                                                                       |
| 21-3-2025                                                                 | Larnaca                                                                   | Cipro                                                                     | 2 – 0                                                                     | San Marino                                                                | Qual. Mondiali 2026                                                       | -                                                                         | 77’                                                                       |
| 24-3-2025                                                                 | Serravalle                                                                | San Marino                                                                | 1 – 5                                                                     | Romania                                                                   | Qual. Mondiali 2026                                                       | -                                                                         | 66’                                                                       |
| 7-6-2025                                                                  | Zenica                                                                    | Bosnia ed Erzegovina                                                      | 1 – 0                                                                     | San Marino                                                                | Qual. Mondiali 2026                                                       | -                                                                         | 69’                                                                       |
| 10-6-2025                                                                 | Serravalle                                                                | San Marino                                                                | 0 – 4                                                                     | Austria                                                                   | Qual. Mondiali 2026                                                       | -                                                                         | 72’                                                                       |
| Totale                                                                    |                                                                           | Presenze                                                                  | 9                                                                         |                                                                           | Reti                                                                      | 0                                                                         |                                                                           |